# Smash!!
Smash!! é uma banda russa de música pop com claras influências estadunidenses (como a de Backstreet Boys, 'N Sync e outros)
A dupla é formada pelos jovens Sergey Lazarev e Vlad Topalov. Eles já gravaram três CDs, "2Nite" e "Freeway" ainda em dupla. Depois, no último CD "Evolution", apenas o cantor Vlad Topalov participava.

## Biografia
Em 2000 Sergey e Vlad assinaram juntos como um projeto musical com a gravadora Universal Music Russia, sob o nome de "Smash!!";
Em Janeiro de 2002 o dueto lançou seu primeiro videoclipe para o single "Should Have Loved You More". Mais tarde nesse ano (em Agosto), eles venceram o concurso de New Wave em Urmala, Letônia. Dois meses depois, em Outubro, eles lançaram seu single "Belle".
O videoclipe de "Belle" ficou no topo da lista de músicas da emissora de TV, MTV Russia, por 6 meses e entrou na lista dos 20 clipes dos 5 anos passados. Esse foi um presente de aniversário para o pai de Vlad, que ficou feliz em receber esse presente e compartilhar com seus amigos, um dos que trabalham em uma estação de rádio. Ele tocou essa música no ar, e isso foi um imenso sucesso. Ele ganhou muita atenção e ficou nas paradas de música por meio ano. Essa foi a marca principal de Smash!! dentro do mundo da música russa.

## Informações
A dupla foi formada após ambos participarem de um concurso de música na TV russa intitulado "Estrela da Manhã". Apesar de serem primos, Sergey e Vlad não pensavam em formar uma dupla. No mesmo programa surgiu o grupo t.A.T.u. sendo que Yulia, uma das cantoras da banda, foi namorada de Vlad.
Eles tiveram algum sucesso principalmente com a música "Belle", do espetáculo "Notre Dame de Paris" com o video que ficou semanas no topo das paradas de sucessos da Rússia. Em 2004 a dupla foi encerrada e ambos seguiram em carreira solo.

## Outros sucessos da dupla
- Мираж
- Should have you love more
- Freeway
- Obsession
- The Real Thing

## Discografia

### Albums
- Freeway (2003)
- 2Nite (2004)
- Evolution (2005)

### Singles
| Música                     | Álbum     | Ano             |
| -------------------------- | --------- | --------------- |
| Should Have Loved You More | Freeway   | Janeiro de 2002 |
| Belle                      | Freeway   | Outubro de 2002 |
| Talk To Me                 | Freeway   | Março de 2003   |
| Freeway                    | Freeway   | Setembro 2003   |
| Obsession                  | 2Nite     | Maio de 2004    |
| Faith                      | 2Nite     | 2004            |
| The Dream                  | Evolution | 2005            |

## Ligações Externas
Last.fm